# Марголин, Юлий Борисович
Юлий (Юлиус) Борисович Марголин (14 октября 1900, Пинск — 21 января 1971, Тель-Авив) — русско-еврейский писатель, публицист, историк и философ, деятель сионизма.

## Биография
Юлий Борисович Марголин родился 14 октября 1900 года в семье врача Бориса Ильича Марголина (1860, Новогрудок — 1941, Пинск) и Ольги (Зельды) Борисовны Гальпериной (1873, Пинск — ?). Детство провел в Екатеринославе и Пинске.
В 1923—1929 годах Ю. Б. Марголин учился на философском факультете Берлинского университета. В 1929 году получил диплом доктора философии, написав по-немецки диссертацию нем. Grundphänomene des intentionalen Bewußtseins («Основные явления интенционального сознания»). Интересовался русской литературой и поэзией, участвовал в семинаре Ю. И. Айхенвальда, сотрудничал в газете сменовеховцев «Накануне». До 1936 года жил в Польше, откуда репатриировался в Палестину.
Начало Второй мировой войны застает его в Лодзи, куда он приехал из Палестины по личным делам и навестить родителей, затем он оказывается в Пинске, который был занят советскими войсками в сентябре 1939 года. 19 июня 1940 года сотрудники НКВД арестовывают его в Пинске. Он был приговорён к пяти годам лагерей с формулировкой «социально опасный элемент» (СОЭ). С началом Великой Отечественной войны его лагерь пешком перегоняют из Карелии в Архангельскую область (в Котлас). Его мать погибает в Пинском гетто. Был освобождён в июне 1945 года и почти год прожил в Славгороде
В начале марта 1946 года он, как польский гражданин, репатриируется поездом Славгород — Варшава. Уже в середине сентября 1946 года на теплоходе «Гелиополис» отбывает из Марселя в Хайфу и прибывает в Палестину в конце сентября – начале октября 1946 года.
В период с 15 декабря 1946 года и по 25 октября 1947 года Ю. Б. Марголин пишет автобиографическую прозу «Путешествие в страну зе-ка»:

Думаю, что имею право говорить и судить об этой стране. Толстой сказал, что «не знает, что такое государство, тот, кто не сидел в тюрьме». Этот анархистский афоризм, во всяком случае, справедлив по отношению к Советскому Союзу.
…Все, что я видел там, наполнило меня ужасом и отвращением на всю жизнь. Каждый, кто был там и видел то, что я видел, поймет меня. Я считаю, что борьба с рабовладельческим, террористическим и бесчеловечным режимом, который там существует, составляет первую обязанность каждого честного человека во всем мире.
В феврале 1950 года Ю. Б. Марголин выступает в ООН на сессии Экономического и социального совета с личными свидетельствами о советских лагерях в системе ГУЛаг. Показания Марголина произвели большое впечатление, о чём косвенно свидетельствовало поведение советского делегата С. К. Царапкина, сидевшего с бесстрастным выражением лица в течение двухнедельных слушаний, но показания Марголина Царапкин пытался прервать, стуча кулаком по столу и крича: «Это грязная клевета!»
В 1951 году Ю. Б. Марголин участвовал в Индийском Конгрессе Деятелей Культуры в Бомбее и добился принятия резолюции протеста против системы концлагерей вообще и включая ГУЛаг в Советском Союзе.
Юлий Борисович Марголин скончался в 1971 году.
В 1977 году вдова Юлия Марголина передала архив писателя Голде Елин. После смерти Голды Елин в 2000 году архив Марголина поступил на хранение в Центральный сионистский архив в Иерусалиме.

## Труды
- Заметки о Пушкине. — Журнал «Воля России», № 1, 2, Прага, 1928.
- [www.lib.ru/MEMUARY/MARGOLIN/Puteshestvie_v_stranu_ze-ka.txt Путешествие в страну зэ-ка] — Нью-Йорк: Издательство имени Чехова, 1952.
- Путешествие в страну зэ-ка. Полныӣ текст. 2005 (KOI8-R)
- Диамат: Критика советской идеологии (1971)
- Израиль — еврейское государство (1958)
- Еврейская повесть (1960)
- Повесть тысячелетий: Сжатый очерк истории еврейского народа (1973)
- Несобранное (1975)
- Над мёртвым морем (1978)

- Voyage au pays des Ze-Ka Julius Margolin (Auteur), Luba Jurgenson (Traduction), Nina Berberova (Traduction), Mina Journot (Traduction) 781 pages Le Bruit du temps (26 octobre 2010) Français ISBN 2-35873-021-1 ISBN 978-2-35873-021-1 (фр.)